# Komenského náměstí (Praha)
Komenského náměstí na Žižkově v Praze je nazváno na počest "učitele národů", pedagoga, vědce a spisovatele Jana Amose Komenského. Má pravidelný obdélníkový tvar, který ohraničují 4 ulice:
- z jihu Jeseniova ulice
- ze západu Českobratrská ulice
- ze severu Roháčova ulice
- z východu Blahoslavova ulice.

## Historie a názvy

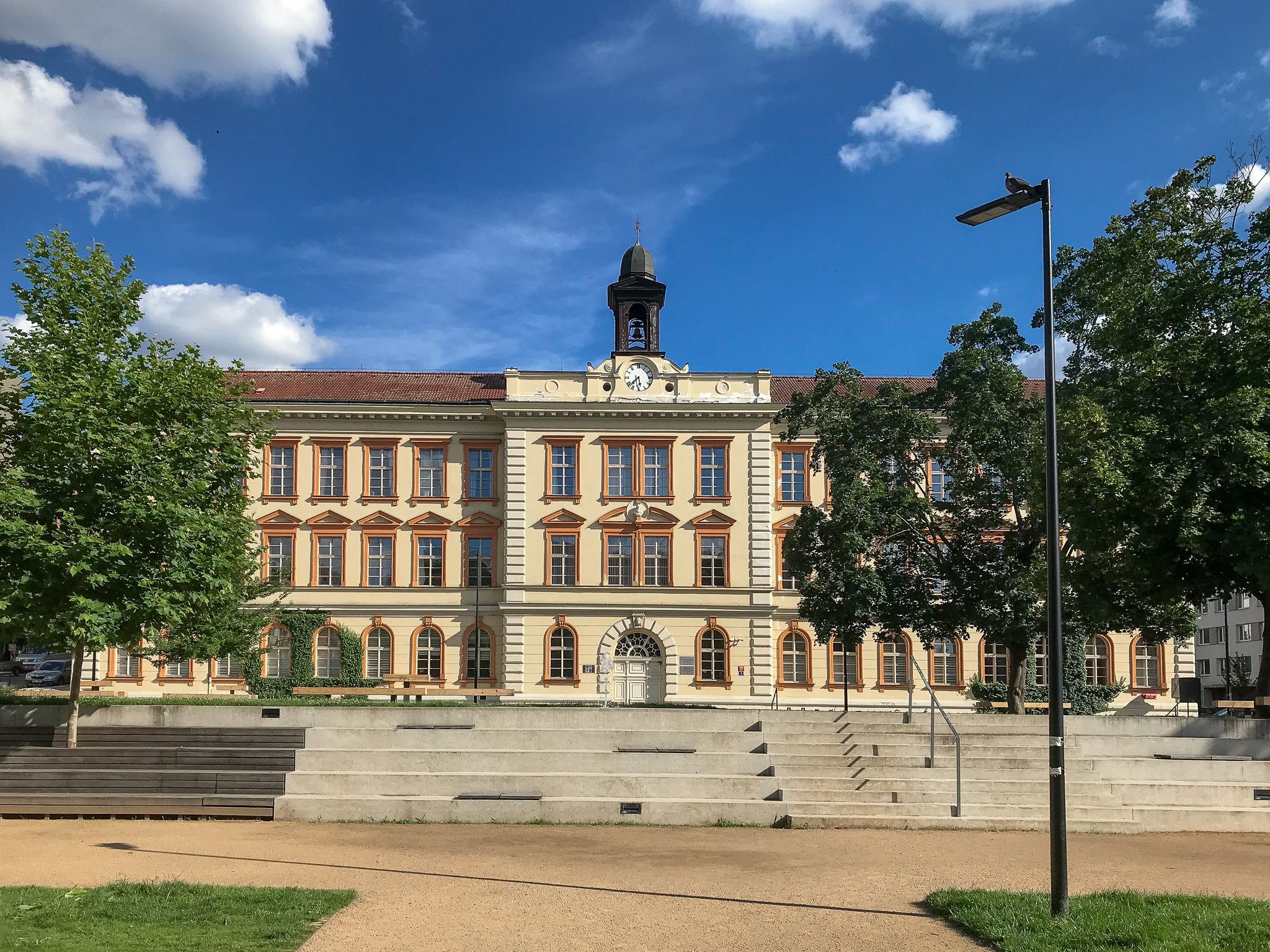
Gymnázium

Náměstí vzniklo před rokem 1875, tedy před vznikem čtvrtě Žižkov. Od počátku má původní název Komenského náměstí. Během let 80. let 20. století byla v okolí školy zbourána téměř všechna původní bloková zástavba z 19. století. Došlo k její nahrazení panelovými domy. V plánu bylo odstranit také chátrající budovu školy, to se ale díky změně režimu v roce 1989 nepodařilo.
V roce 2013 začala městská část Praha 3 plánovat revitalizaci Komenského náměstí.
V roce 2018 byla revitalizace dokončena. Za jejím návrhem stojí MCA atelier architektů Miroslava Cikána a Pavly Melkové. Nová podoba parku přesunula dříve zanedbané parkoviště pod úroveň terénu. Park nově umožňuje různé formy užívání – je zde zelená plocha, lavičky, posezení u stolů, fontána, prostor na výstavu či pobytové schodiště. Před školou nově funguje pěší zóna. Projekt byl v roce 2019 nominován na Českou cenu za architekturu.

## Budovy
- Gymnázium a Hudební škola hlavního města Prahy – Komenského náměstí 9[5]